# Centauro (pel·lícula de 2022)
Centauro és una un pel·lícula d'acció de Netflix ambientada l'octubre del 2019, en forma d'una nova versió de Burn out (2017) de Yann Gozlan. Està dirigida pel barceloní Daniel Calparsoro i protagonitzada per Àlex Monner, Begoña Vargas i Carlos Bardem.
Es tracta d'una de les primeres pel·lícules que integra l'imaginari del procés independentista català a la ficció, amb un degoteig constant d'imatges de les protestes contra la sentència als presos polítics de l'1-O que culmina en una persecució motoritzada entre estelades, barricades, contenidors en flames i enfrontaments entre manifestants i policies pels carrers de Barcelona.
La filmació va començar al novembre de 2020 i es va rodar en localitzacions de Catalunya, Aragó i Marsella. A més, es va gravar al Circuit d'Alcanyís una escena simulant el mundial de motociclisme, per a la qual cosa es va requerir gairebé 200 figurants.

## Argument
Addicte a les emocions fortes i a la velocitat, Rafa (Àlex Monner) lluita per convertir-se en un pilot professional de motociclisme, fins que descobreix que la mare del seu fill té un deute amb uns narcotraficants. Per a mantenir fora de perill la seva família, Rafa decideix posar la seva habilitat com a corredor al servei de l'organització criminal. Pilot de circuit de dia, temerari kamikaze de nit, Rafa aviat es veu obligat a prendre decisions que canviaran la seva vida per sempre.